# Лія Мак-Г'ю
Лія Раян Мак-Г'ю (англ. Lia Ryan McHugh; нар. 18 листопада 2005, Піттсбург, Пенсільванія, США) — американська акторка. Відома ролями в «Тотемі» (англ. Totem) (2017), «Лоджі» (англ. The Lodge) і серіалі «У темряву» (англ. Into the Dark) (2019). Зіграла Спрайт у фільмі «Вічні» (англ. Eternals) (MCU) Кіновсесвіту Marvel (MCU) та Анну — доньку головних героїв у фільмі «Дім біля затоки» (2021).

## Фільмографія
| Рік  |   | Українська назва               | Оригінальна назва      | Роль           |
| ---- | - | ------------------------------ | ---------------------- | -------------- |
| 2016 | с | Мана                           | A Haunting             | Джейсі         |
| 2017 | ф | Спекотні літні ночі            | Hot Summer Nights      | сестра         |
| 2017 | ф | Тотем                          | Totem                  | Еббі           |
| 2018 | ф | Назви своє ім`я                | Along Came the Devil   | юна Ешлі       |
| 2018 | с | Американська жінка             | American Woman         | Джессіка Нолан |
| 2019 | ф | Будиночок                      | The Lodge              | Мія Голл       |
| 2019 | с | Назустріч пітьмі               | Into the Dark          | Меггі Сінгер   |
| 2020 | ф | Пташка у клітці                | Songbird               | Емма Гріффін   |
| 2021 | ф | Вічні                          | The Eternals           | Спрайт         |
| 2021 | ф | Дім біля затоки                | A House on the Bayou   | Анна           |
| 2023 | ф | Прокляття. Паранормальне відео | Baby Blue              | Лаура Міллз    |
| 2024 | с | Останній король Хреста         | Last King of the Cross | Сільвана       |